# Декандоль, Огюстен
Риша́р Эми́ль Огюсте́н Декандо́ль (фр. Richard Émile Augustin de Candolle; 1868—1920) — швейцарский ботаник-систематик из династии учёных Декандоль.

## Биография
Родился 8 декабря 1868 года в Уолтоне-он-Темзе (графство Суррей, Англия) в семье Казимира Декандоля и его супруги Анны-Матильды Марсет (Anna-Mathilde Marcet), правнук Огюстена Пирама Декандоля. Начальное образование получал в Женеве, в 1883—1887 годах обучался в школе Рагби. Затем Огюстен учил немецкий язык во Франкфурте-на-Майне, по возвращении в Англию собирался начать карьеру дипломата. Вскоре, однако, Декандоль решил пойти по стопам деда Альфонса Декандоля, доктора права, и в 1890 году отправился изучать юриспруденцию в Гейдельберг, затем — в Лейпциг.
Вернувшись в Женеву в 1893 году, Огюстен Декандоль решил посвятить свою жизнь изучению ботаники при поддержке своего отца. В 1895 году он женился на Луизе де Сожи (Louise de Saugy), у них родилось пятеро детей.
Огюстен Декандоль наибольший вклад внёс, как и свои предки, в ботаническую систематику. Его первая научная публикация представляла собой описание видов из коллекции, привезённой Мокери из восточного Мадагаскара, из которых три ранее не были известны науке. В последующих публикациях Декандоль описывал растения, присылаемые ему из Тонкина Бенедиктом Баланза. В 1903—1907 годах Огюстен Декандоль был президентом Женевского ботанического общества.
С 1912 года Декандоль работал в британском консульстве в Женеве.
В октябре 1918 года скончался отец Огюстена Казимир, передав сыну огромную библиотеку и ботаническую коллекцию. Огюстен ушёл из британского консульства, решив заниматься исключительно научной работой.
9 мая 1920 года Огюстен Декандоль скоропостижно скончался.